# Aster aragonensis
Aster aragonensis é uma espécie de planta com flor pertencente à família Asteraceae. 
A autoridade científica da espécie é Asso, tendo sido publicada em Syn. Stirp. Aragon. 121, t. 8. f. 2. 1779.

## Portugal
Trata-se de uma espécie presente no território português, nomeadamente em Portugal Continental.
Em termos de naturalidade é endémica da Península Ibérica.

## Protecção
Não se encontra protegida por legislação portuguesa ou da Comunidade Europeia.